# Cesta z maloměsta
Cesta z maloměsta (v anglickém originále Dude, Where's My Ranch?) je 18. díl 14. řady (celkem 309.) amerického animovaného seriálu Simpsonovi. Scénář napsal Ian Maxtone-Graham a díl režíroval Chris Clements. V USA měl premiéru dne 27. dubna 2003 na stanici Fox Broadcasting Company a v Česku byl poprvé vysílán 4. ledna 2005 na stanici ČT1.

## Děj
O Vánocích se Simpsonovi vydávají koledovat po Springfieldu, než jim modrovlasý právník nařídí přestat, protože porušují autorská práva. V reakci na to se Homer pokusí napsat vlastní koledu, ale když se mu Ned Flanders snaží pomoci, brzy vytvoří protiflandersovskou píseň s názvem „Everybody Hates Ned Flanders“. Píseň se stane tak populární, že rodina, otrávená její neustálou přítomností, odjede na ranč. Tam se Líza seznámí s Lukem Stetsonem, s nímž se začne sbližovat. Mezitím se Homer a Bart setkají s indiánským kmenem, který chce odstranit bobří hráz, aby mohl získat zpět svou půdu. Při pokusu o demontáž hráze se střetnou s bobry a nakonec ji po odlákání bobrů zničí. 
Líza zaslechne, jak Luke po telefonu vyjadřuje lásku dívce jménem Klára. Když se s ní žárlivá Líza setká, přiměje ji lstí jít špatnou cestou na ples. Líza posléze zjistí, že Klára je Lukeova sestra, a běží s Bartem k bobří hrázi, kde najdou Kláru, jak stojí na skále uprostřed rozvodněné řeky. Bart se vysměje několika bobrům a vyleze na strom. Bobři se jej snaží překousnout, čímž způsobí jeho pád a vytvoří most, po kterém může Klára přejít. Když Líza řekne, co udělala Kláře, Luke se urazí a opustí ji. Jakmile se Simpsonovi vrátí do Springfieldu, uslyší v rádiu píseň s názvem „The Moe Szyslak Connection“, kterou zpívá Vočko Szyslak, a otočí se s tím, že chtějí strávit na ranči další týden.

## Přijetí
Ve Spojených státech díl během premiéry sledovalo 11,71 milionu diváků.
Dne 2. listopadu 2004 vyšla tato epizoda ve Spojených státech na kolekci DVD s názvem The Simpsons Christmas 2 spolu s díly 12. řady Homer versus důstojnost a Skinnerova zkouška sněhem a epizodou 15. série Patnácté Vánoce u Simpsonů.
Brian James z PopMatters v recenzi na DVD napsal, že díl ukazuje „neblahý zvyk seriálu využívat první třetinu epizody jako odbavovací prostor pro nesouvisející vtipy předtím, než se skutečně začne rozvíjet děj, což je zde ještě více do očí bijící, protože jediná souvislost s Vánocemi přichází brzy a zbytek se ani neodehrává v zimě“.
Colin Jacobson z DVD Movie Guide uvedl, že Cesta z maloměsta „má alespoň obecně dobrý tón a má své silné stránky. Homerova píseň zvládá zábavné momenty a několik kousků na ranči také vyniká jako přiměřeně pozitivní. Cesta sice nedosahuje kvalit nejlepších dílů seriálu, ale je docela slušná.“
Server Simbasible díl označil za „otravnou epizodu se špatně využitým prostředím“.